# ایستام‌گولوو
ایستام‌گولوو (انگلیسی: Istamgulovo) یک شهرک در شهرستان اوچالینسکی استان باشقیرستان کشور روسیه است.